# 부안 김씨
부안 김씨(扶安金氏)는 전북특별자치도 부안군을 본관으로 하는 한국의 성씨이다. 부령 김씨라고도 한다.
시조는 마의태자 김일(金鎰)이고 4대김경수(金景修)는 고려 선종 때 문과에 급제하여 이부상서(吏部尙書)를 지냈으며 중시조 김구(金坵)는 고려 원종 때 평장사(平章事)를 지냈다.